# 措周乡
措周乡，是中华人民共和国青海省黄南藏族自治州尖扎县下辖的一个乡镇级行政单位。

## 行政区划
措周乡下辖以下地区：
俄什加村、措干口村、洛哇村、措香村和石乃亥村。